# (33132) 1998 CD4
1998 CD4 (asteroide 33132) é um asteroide da cintura principal. Possui uma excentricidade de 0.06734430 e uma inclinação de 16.08521º.
Este asteroide foi descoberto no dia 13 de fevereiro de 1998 por Beijing Schmidt CCD Asteroid Program em Xinglong.